# Museo Universitario de Mexicali
El Museo Universitario de Mexicali es un museo ubicado en Mexicali, Baja California. Este museo pertenece a la Universidad Autónoma de Baja California. Hospeda una exhibición permanente, así como exposiciones temporales, que reflejan la historia y cultura de Baja California, en particular de la región mexicalense.
El museo, cuenta con dos exposiciones, una permanente, sobre los primeros pobladores de Baja California, entre ellos los cucapá. La segunda sala presenta exposiciones temporales.

## Ubicación
Avenida Reforma y Calle "L" S/N, Nueva, 21100 Mexicali, B.C.